# Гукас Погосян
Гукас Погосян (вірм. Ղուկաս Պողոսյան, нар. 6 лютого 1994, Єреван) — вірменський футболіст, нападник клубу «Лорі».
Насамперед відомий виступами за клуб «Пюнік», а також національну збірну Вірменії.

## Клубна кар'єра
У дорослому футболі дебютував 2011 року виступами за команду клубу «Пюнік», кольори якого захищав до 2016 року.
31 травня 2016 Гукас уклав дворічний контракт з клубом «Ширак».
Частину 2017 року Погосян провів у складі команди «Бананц».
17 лютого 2021 року нападник підписав контракт з клубом «Лорі».

## Виступи за збірні
У складі юнацької збірної Вірменії взяв участь у 8 іграх.
У 2012 році дебютував в офіційних матчах у складі національної збірної Вірменії. Наразі провів у формі головної команди країни 1 матч.

## Статистика виступів

### Статистика виступів за збірну
| Дата       | Місто   | Господарі | Результат | Гості  | Турнір           | Голи | Примітки |
| ---------- | ------- | --------- | --------- | ------ | ---------------- | ---- | -------- |
| 23/05/2012 | Лімасол | Вірменія  | 0 – 2     | Сербія | товариський матч | -    | 60'      |
| Усього     |         | Матчів    | 1         |        | Голів            | 0    |          |

## Досягнення
- Чемпіон Вірменії (1):

«Пюнік»: 2014/15
- Володар Кубка Вірменії (4):

«Пюнік»: 2012/13, 2013/14, 2014/15
«Ширак»: 2016/17
- Володар Суперкубка Вірменії (3):

«Пюнік»: 2011, 2016
«Алашкерт»: 2018